# Улоф Мелберг
Ерик Улоф Мелберг (швед. Erik Olof Mellberg; 3. септембар 1977) бивши је шведски фудбалер који је играо на позицији одбрамбеног играча. Тренутно ради као тренер Хелсингборга.

## Успеси

### Као играч
АИК
- Прва лига Шведске: 1998.

Астон Вила
- Интертото куп: 2001.

Олимпијакос
- Суперлига Грчке: 2010/11, 2011/12.

Индивидуални
- Златна лопта Шведске: 2003.
- Најбољи тим Европског првенства: 2004.

### Као тренер
Бромапојкарна
- Прва дивизија: 2016.
- Суперетан: 2017.